# Juniorský tenis

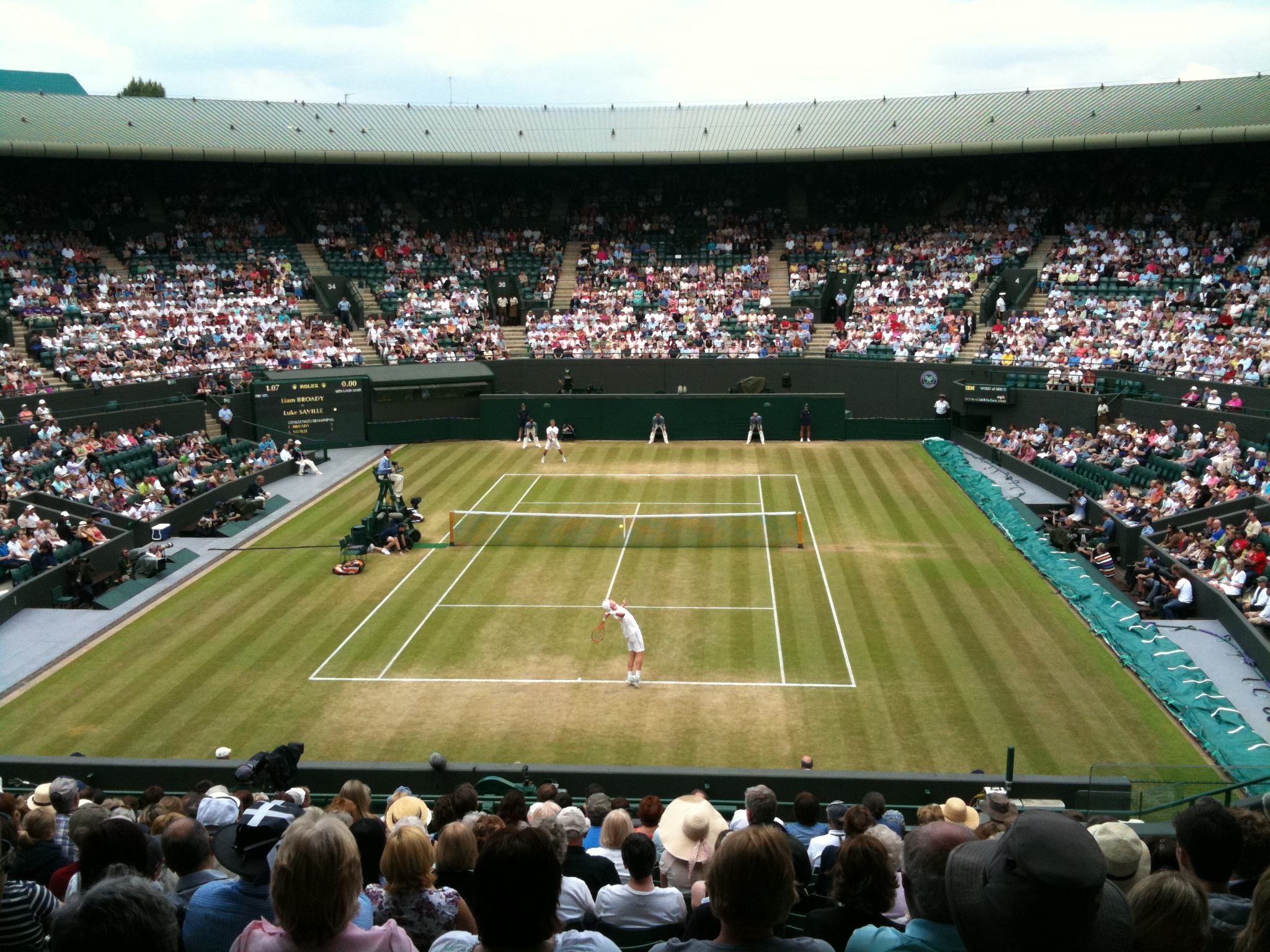
Finále juniorky ve Wimbledonu 2011:
Luke Saville – Liam Broady, 2–6, 6–4, 6–2.
Dějištěm juniorských finále je tradičně No. 1 Court.

Juniorský tenis zahrnuje tenisové soutěže omezené věkem hráčů a hráček. Juniorských utkání se mohou účastnit tenisté, kteří v  daném kalendářním roce dosáhli osmnácti let věku, a mladší. Rozhodující pro start v soutěžích celé sezóny je rok narození. Někteří tak mohou hrát téměř do devatenácti let, jiní pouze krátce po osmnáctých narozeninách. Juniorští tenisté, kteří se výkonnostně vyrovnají seniorskému tenisu, mohou paralelně nastupovat mezi dospělými. K tomu je však vyžadováno písemné svolení rodičů, eventuálně opatrovníka. 
V juniorském tenisu existují věkové kategorie 14letých, 16letých a 18letých. 

## Mezinárodní tenisová federace
Mezinárodní tenisová federace (ITF) organizuje juniorský okruh, z jehož turnajů získávají hráči body do „světového juniorského žebříčku ITF“. Ti nejlepší pak mají největší příležitost proniknout do profesionální úrovně mužského a ženského tenisu, na žebříčky ATP a WTA. Většina juniorů, která hrála okruh ITF, postupně přešla do nižších úrovní seniorského tenisu: turnajů ITF, satelitů, událostí Futures a challengerů, na kterých se potkávala s dospělými. Při získání dostatečného množství bodů se nejlepší z  nich etablují v nejvyšší etáži profesionálního tenisu: ATP Tour a WTA Tour. Někteří junioři, včetně Australana Lleytona Hewitta a Francouze Gaëla Monfilse, pronikli z juniorského okruhu přímo do nejvyšších okruhů seniorů vzhledem ke své dominanci nebo využitím příležitostí v podobě divokých karet a postupů z kvalifikací.

## Žebříček

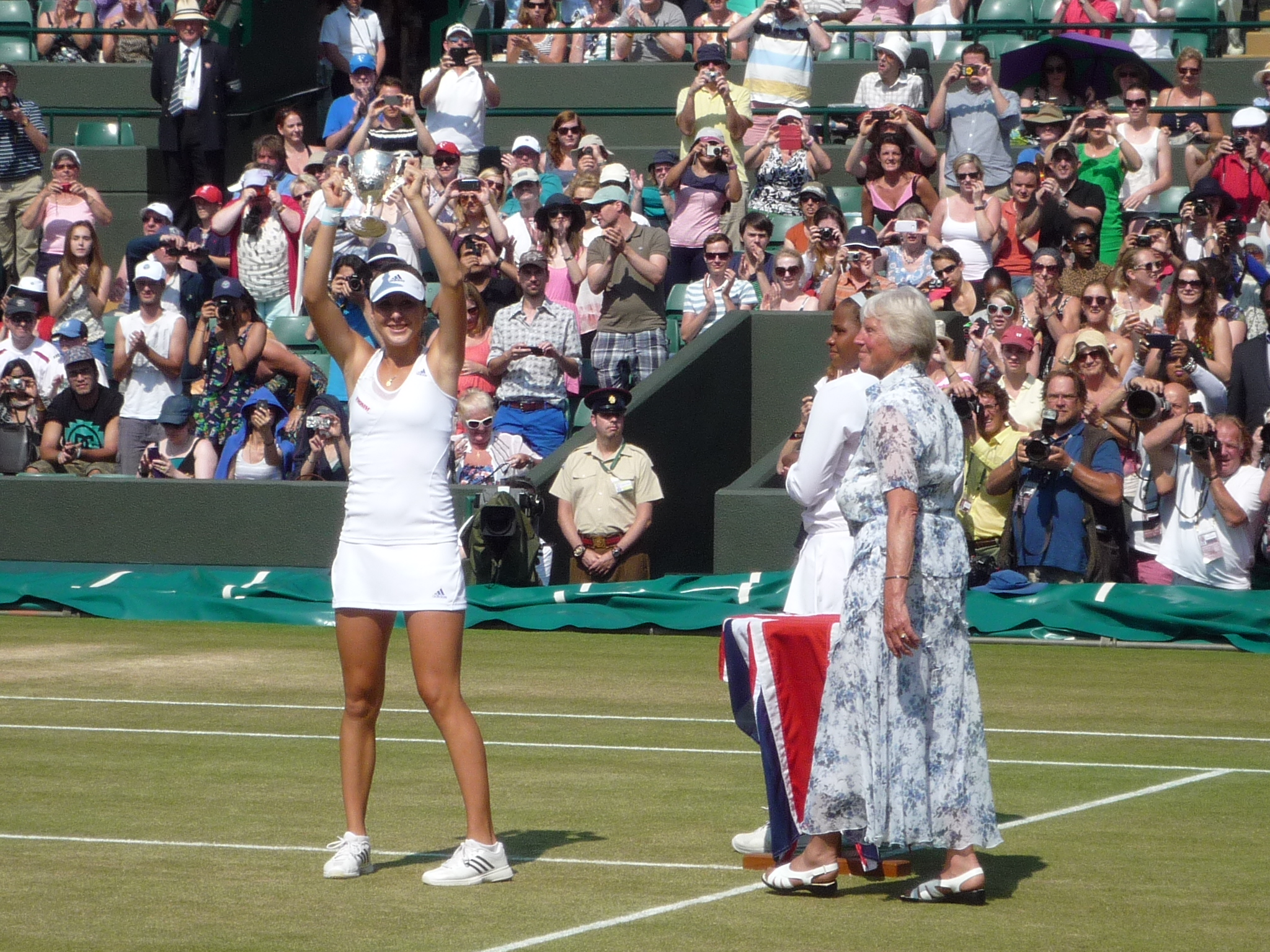
Belinda Bencicová s pohárem pro vítězku juniorky Wimbledonu 2013

V roce 2004 Mezinárodní tenisová federace implementovala nový model tvorby žebříčku, aby podpořila vyšší účast juniorů v soutěžích čtyřher. Do té doby vycházel žebříček ve formátu dvouhry a čtyřhry. Oba byly nově sloučeny do jediné kombinované klasifikace. To se odrazilo i ve vyhlašování světových jedniček na konci sezóny za juniorské mistry světa. Od sezóny 2004 se mistry světa stávají pouze jeden junior a jedna juniorka. 
Z turnajů v této věkové kategorii nezískávají hráči žádné finanční odměny. Výjimkou jsou čtyři události Grand Slamu. Výdělky si mohou zajistit na seniorských okruzích, především Futures, satelitech či challengerech. Juniorské turnaje jsou rozděleny do výkonnostních kategorií, z nichž jsou přidělovány body dle zařazení. Nejvíce bodově ohodnoceny jsou turnaje „kategorie A“ (Grade A) a čtyři nejprestižnější události – Grand Slamy.

## Turnaje kategorie A
Juniorky Grand Slamu Australian Open, French Open, Wimbledon a US Open, kopírují datem konání seniorský okruh. 
Vedle Grand Slamu jsou dalšími pěti událostmi, které se řadí do nejvyšší „kategorie A“ (Grade A): antukové Abierto Juvenil Mexicano v mexickém Ciudad de México, Copa Gerdau v brazilském Porto Alegre, Italian Open v italském Miláně, na tvrdém povrchu DecoTurf hraný Osaka Mayor's Cup v japonské Ósace a konečně na antuce probíhající Orange Bowl ve floridském Plantation (uvedeno v chronologickém pořadí). Pro započítání bodů do konečného žebříčku z těchto pěti turnajů musí junior odehrát alespoň tři z nich v jednom kalendářním roce.

## Mezinárodní soutěže družstev

### Kategorie 14letých

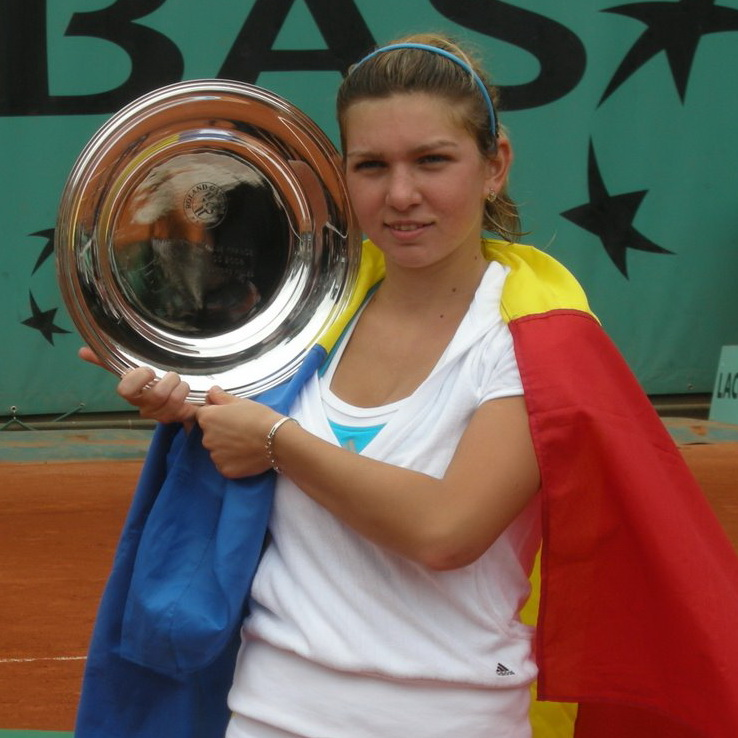
Rumunka Simona Halepová s mísou pro vítězku juniorky French Open 2008

V roce 1991 byl uspořádán první ročník turnaje „World Junior Tennis“ pro národní týmy chlapců a děvčat do 14  let. K roku 2012, kdy finále proběhlo v prostějovském tenisovém oddílu, se soutěže účastnilo přes 100 družstev.

### Kategorie 16letých
Mezinárodní tenisová federace pořádá od roku 1985 juniorské soutěže národních družstev: „Juniorský Davis Cup“ pro chlapce do 16 let a „Juniorský Billie Jean King Cup“ pro dívky do 16 let. Jejich obdobou v seniorském tenise jsou Davis Cup a Billie Jean King Cup, dříve známý jako Fed Cup.

### Kategorie 18letých
Od sezóny 1997 ITF organizovala týmovou soutěž chlapců a děvčat do 18 let nazvanou Sunshine Cup and Connolly Continental Cup. Poslední ročník proběhl v roce 2001. 